# Lawrence Wright (schrijver)
Lawrence Wright (1947) is een Amerikaans schrijver en winnaar van de Pulitzerprijs.

## Biografie
Na zijn studies werd Wright in 1980 redacteur van het magazine Rolling Stone en in 1992 van The New Yorker.

## Selectie uit zijn publicaties
- 2006 - De toren van onheil, over Al-Qaeda en de aanslagen van 11 september
- 2013 - Going Clear, over Scientology

## Prijzen
- 2006 Los Angeles Times Book Prize voor De toren van onheil
- 2006 New York Times Notable Book of the Year voor De toren van onheil
- 2006 New York Times Best Books of the Year voor De toren van onheil
- 2006 IRE Award voor De toren van onheil
- 2006 Time Best Books of the Year voor De toren van onheil
- 2007 Pulitzer Prize for General Non-Fiction voor De toren van onheil
- 2007 Helen Bernstein Book Award for Excellence in Journalism voor De toren van onheil
- 2007 J. Anthony Lukas Book Prize voor De toren van onheil
- 2007 Lionel Gelber Prize voor De toren van onheil
- 2009 Newsweek 50 Books For Our Times voor De toren van onheil
- 2015 Primetime Emmy Award for Outstanding Documentary or Nonfiction Special voor Going Clear: Scientology and the Prison of Belief

- Bibsys: 90220083
- Biblioteca Nacional de España: XX992072
- Bibliothèque nationale de France: cb133404915 (data)
- Catàleg d'autoritats de noms i títols de Catalunya: 981058520639006706
- CiNii: DA06044290
- Gemeinsame Normdatei: 119474204
- International Standard Name Identifier: 0000 0001 1030 5770
- Library of Congress Control Number: n79001569
- Nationale Bibliotheek van Letland: 000033029
- Bibliotheek van het Japanse parlement: 00734775
- Nationale Bibliotheek van Tsjechië: skuk0006021
- Nationale Bibliotheek van Israël: 987007569088005171
- Nationale Bibliotheek van Polen: a0000003036897
- Nationale en Universitaire bibliotheek Zagreb: 000522476
- Nederlandse Thesaurus van Auteursnamen: 149727348
- Istituto Centrale per il Catalogo Unico: CFIV326478
- LIBRIS: 277678
- SNAC: w6df9m54
- Système universitaire de documentation: 111497469
- Virtual International Authority File: 88015883
- WorldCat: E39PBJjMwTMkryjJWx44BHPfbd

1. ↑  https://www.pulitzer.org/prize-winners-by-category/223.